# 須賀川郵便局
須賀川郵便局
（すかがわゆうびんきょく）
- 福島県須賀川市にある郵便局。本記事にて記述する。
- 栃木県大田原市にある郵便局。局番号は07183。

（すがかわゆうびんきょく）
- 長野県下高井郡山ノ内町にある郵便局。局番号は11354。

須賀川郵便局（すかがわゆうびんきょく）は福島県須賀川市にある郵便局。民営化前の分類では集配普通郵便局であった。

## 概要
住所：〒962-8799 福島県須賀川市上北町1-11

## 沿革
- 1872年8月4日（明治5年7月1日） - 須賀川郵便取扱所として開設[1]。
- 1874年（明治7年）7月 - 須賀川郵便役所となる。
- 1875年（明治8年）1月1日 - 須賀川郵便局（五等）となる。同年10月1日より、為替取扱を開始。
- 1879年（明治12年）8月 - 貯金取扱を開始。
- 1889年（明治22年）9月21日 - 須賀川郵便電信局となる。
- 1903年（明治36年）4月26日 - 通信官署官制の施行に伴い須賀川郵便局となる。
- 1949年（昭和24年）6月1日 - 逓信省が郵政省と電気通信省に分割するのに伴って、須賀川郵便局と須賀川電報電話局に分割[2]。
- 1952年（昭和27年）11月1日 - 西袋簡易郵便局の廃止に伴い、取扱事務を承継[3]。
- 1959年（昭和34年）6月14日 - 電話通話および和文電報受付事務の取扱を開始。
- 1967年（昭和42年）7月 - 局舎新築落成。
- 1998年（平成10年）9月1日 - 外国通貨の両替および旅行小切手の売買に関する業務取扱を開始。
- 1999年（平成11年）8月30日 - 須賀川市中町4から同市上北町1-11に移転。
- 2003年（平成15年）4月1日 - 江持簡易郵便局および前田川簡易郵便局の一時閉鎖[4]に伴い、取扱事務を承継。
- 2007年（平成19年）
  - 3月5日 - 岩瀬仁井田郵便局、川東郵便局、鏡石郵便局、玉川郵便局から集配業務を移管[5]。
  - 10月1日 - 民営化に伴い、併設された郵便事業須賀川支店に一部業務を移管。
- 2012年（平成24年）10月1日 - 日本郵便株式会社発足に伴い、郵便事業須賀川支店を須賀川郵便局に統合。
- 2019年（平成31年）3月4日 - 白方郵便局から集配業務を移管。
- 2025年（令和7年）3月3日 - 長沼郵便局から集配業務を移管。

## 取扱内容
- 郵便、印紙、ゆうパック、内容証明
- 貯金、為替、振替、振込、国際送金、国債、投資信託
- 生命保険、バイク自賠責保険、自動車保険、がん保険、引受条件緩和型医療保険
- ゆうちょ銀行ATM
- 須賀川市内全域および岩瀬郡鏡石町全域、石川郡玉川村全域の集配業務
- ゆうゆう窓口

## 周辺
- 公立岩瀬病院
- 須賀川市立博物館
- 翠ヶ丘公園
- 須賀川市武道館
- 国道4号
- 国道118号
- 釈迦堂川

## アクセス
- JR東北本線 須賀川駅から南へ約1km（徒歩約12分）
- 福島交通バス 北町停留所下車
- 東北自動車道 須賀川ICから東へ約2km
- 駐車場あり：22台